# Hans von Sparneck (sindaco)
Hans von Sparneck (Norimberga, 1380 – Norimberga, 1440) è stato un politico, diplomatico e patrizio tedesco della dinastia degli Sparneck.
Fu Reichsschultheiß (sindaco) di Norimberga dal 1415 al 1418.

## Biografia
Membro della nobile famiglia degli Sparneck, originari di Weißdorf (dove possedevano anche un castello), Hans era figlio di Hans von Sparneck, hofmeister del burgravio Federico V di Norimberga.
Sua moglie fu Anna Förtsch zu Weißdorf und Poppenreuth, ed i suoi figli furono Arnold, Hans ed Else. Else sposò Konrad von Lüchau.
La sua figura è ricordata in quanto, il 4 giugno 1422, Hans von Sparneck presenziò al castello di Schleiz alla sottoscrizione di un'alleanza siglata per proteggere le strade della campagna di Norimberga dalle continue incursioni e dal brigantaggio; con questo documento, l'elettore Federico di Brandeburgo ed i langravi Federico il Vecchio, Guglielmo e Federico il Giovane di Turingia si promisero mutuo soccorso; Hans von Sparneck presenziò come ufficiale giudiziario per Münchberg.
Si impegnò successivamente nelle campagne contro gli hussiti agendo come ambasciatore e negoziatore per conto del burgravio Federico V di Norimberga.